# Jacques Leon Clément-Thomas

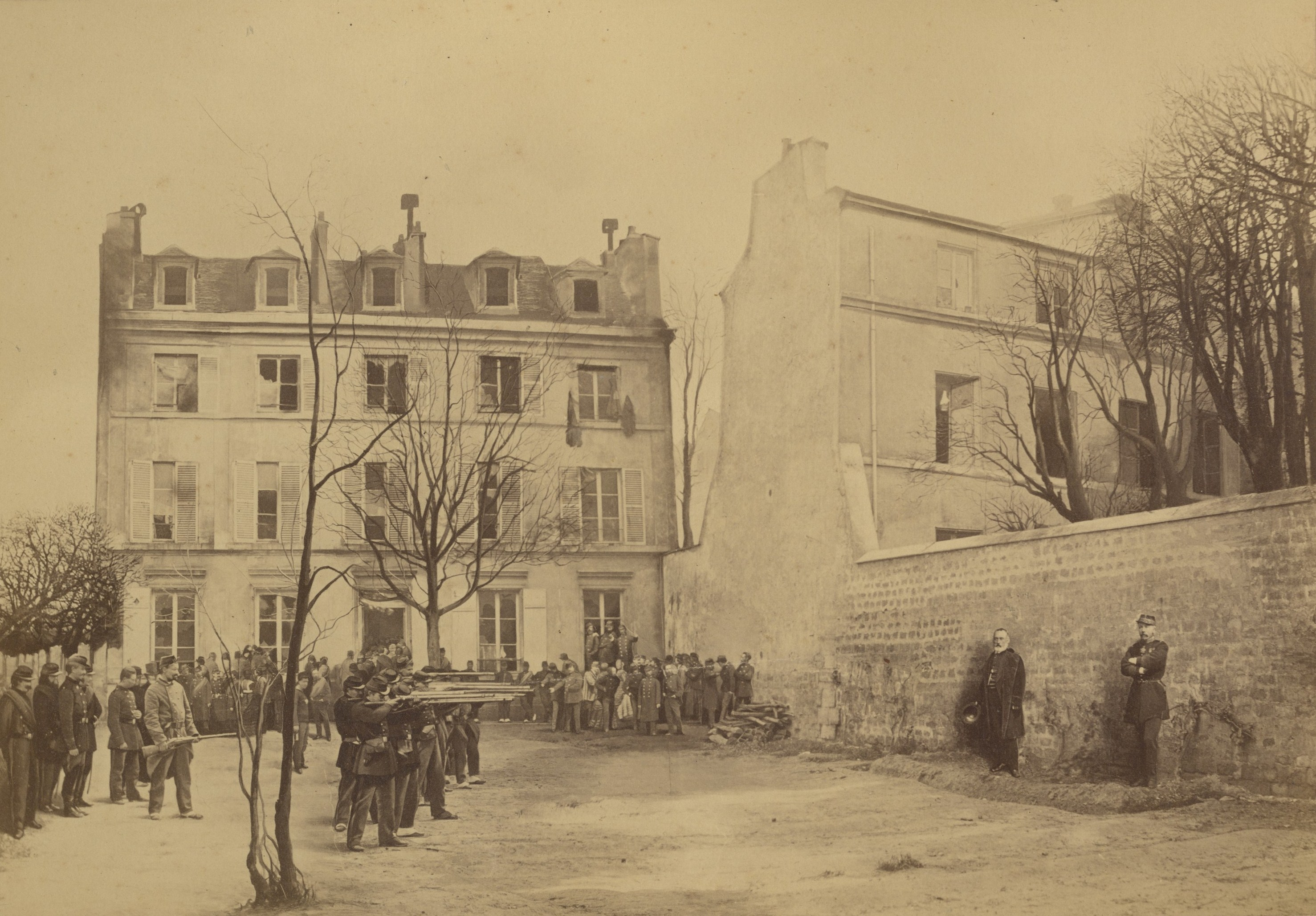
Assassinat dels generals Clément-Thomas i Lecomte (fotomuntage d'Eugène Appert).

Jacques Léon Clément-Thomas (Liborna, 1809 - Montmartre, 18 de març de 1871) fou un polític i militar francès, general de l'exèrcit de França, assassinat per la Guàrdia Nacional de la Comuna de París.

## Trajectòria militar i política
Clément-Thomas s'incorporà a l'exèrcit com a voluntari als vint anys. Com a militar jove de tendències republicanes fou implicat en diverses trames (inclosa la de Lunéville) durant la Monarquia de Juliol. Detingut el 1835, aconseguir escapar de la presó de Sainte-Pélagie de París.
Exiliat a Anglaterra, tornà l'any 1837 a França després de l'amnistia als delinqüents polítics i col·laborà amb el periòdic Le National, l'òrgan de la majoria "burgesa republicana". Clément-Thomas era partidari de la Segona República Francesa. i fou elegit a l'Assemblea Constituent el 1848 com a membre de la Gironda. Quan esclatà la revolta de juny de 1848 fou posat al comandament de la Guàrdia Nacional del Sena, que reprimí durament als treballadors revoltats dels Tallers Nacionals. A l'Assemblea Legislativa de 1849 no fou escollit diputat.
Clément-Thomas s'oposà al cop d'estat del 2 de desembre de 1851 de Napoleó III i intentà en va alçar la Gironda contra el cop d'estat. Durant el Segon Imperi Francès, s'exilià a Bèlgica i Luxemburg.
Clément-Thomas tornà a París després de la proclamació de la Tercera República Francesa el 4 de setembre de 1870. El Govern de Defensa Nacional el tornà a nomenar comandant en cap de la Guàrdia Nacional del Sena durant el setge de París. Participà en el desastrós intent de ruptura de Buzenval el 20 de gener de 1871 i renuncià al seu comandament el 13 de febrer.

## Execució
Durant l'Alçament del 18 de març de 1871, vestit de civil, recorregué les barricades de Montmartre. En un moment donat fou reconegut i envoltat per la multitud, llençat sobre el cadàver del general Claude Lecomte, qui havia estat linxat pocs minuts abans, i finalment també assassinat. Els seus cossos quedaren exposats al lloc de l'assassinat durant dos dies, concretament a la rue des Rosiers (actualment, rue du Chevalier-de-la-Barre). El doctor Guyon, que després examinà els cossos, trobà quaranta bales al cos de Clément-Thomas i nou bales a la part posterior de Lecomte.
La llegenda que un escamot afusellà de forma ordinària als dos generals fou un invent basat en una fotografia escenificada pel fotògraf Eugène Appert, que fou realitzada al juny, tres mesos després. Fins i tot hi hagué una producció de teatre activista (La Commune, drame historique, 1908), que retrata un pseudo-judici als dos generals abans de l'execució.